# América Media
América Media (del inglés: Middle America), es una región en las latitudes medias de América. Generalmente comprende desde México, las naciones de América Central y las Antillas; a veces comprende a Colombia y Venezuela en la zona septentrional de América del Sur. Las Antillas se excluyen ocasionalmente de la región, y las Guayanas se incluyen con poca frecuencia. En esta región se encuentra el área cultural denominada Mesoamérica.
Fisiográficamente, América Media marca la transición territorial entre el resto de América del Norte y América del Sur, conectando pero separando a los dos. En el oeste, América Media comprende el estrecho tramo istmiano de la masa continental panamericana entre el sur de las Montañas Rocosas en el sur de los Estados Unidos y el extremo norte de los Andes en Colombia, separando el Océano Pacífico en el oeste y el Océano Atlántico (a saber, el Golfo de México y el Mar Caribe) en el este, mientras que las Antillas Mayores y Menores forman un arco de islas en el este, la región desarrollada hacia el sur de América del Norte es como un complejo arco volcánico - zanja sistema durante el período cretácio temprano, formó el puente de tierra durante el plioceno cuando su extremo sur (en Panamá) chocó con América del Sur a través de la acción tectónica.

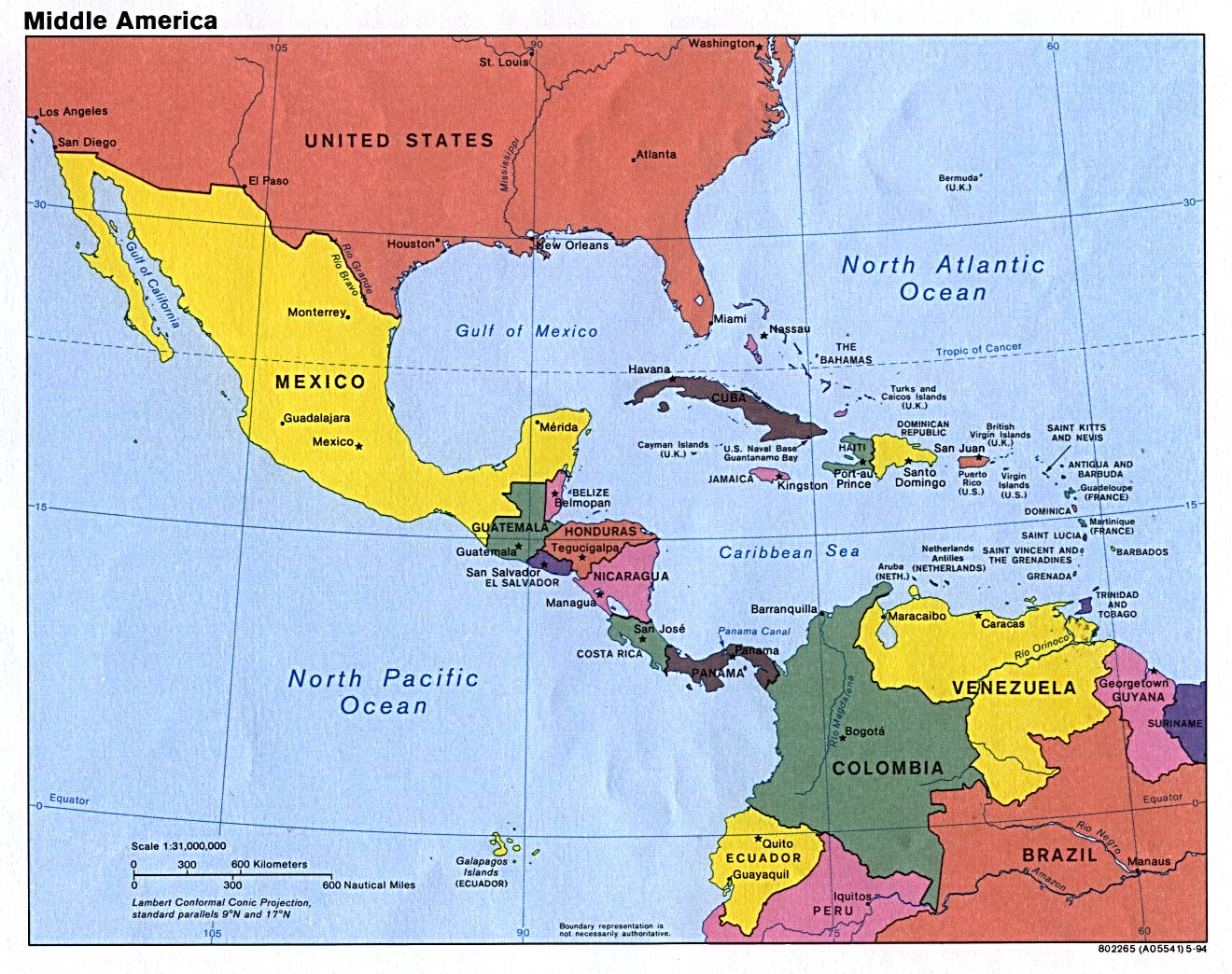
Mapa político de América Media.

Ocasionalmente el término América Central se usa como sinónimo de América Media. El término ha sido utilizado como sinónimo del término Mesoamérica, sin embargo, es término se refiere a la antigua región cultural que se encuentra en América Media y que se extendía aproximadamente desde el centro de México hasta el norte de Costa Rica. América Media se separa políticamente de América Septentrional a través de la frontera mexico-estadounidense.